# Liste des épisodes de Mes parrains sont magiques
 (décembre 2020).
Si vous disposez d'ouvrages ou d'articles de référence ou si vous connaissez des sites web de qualité traitant du thème abordé ici, merci de compléter l'article en donnant les références utiles à sa vérifiabilité et en les liant à la section « Notes et références ».

Logo de la série.

Mes parrains sont magiques ou Tes désirs sont désordres au Québec (The Fairly Oddparents) est une série télévisée d'animation américaine créée par Butch Hartman et produite par Frederator Studios.
Diffusée en tant que série à part entière depuis le 30 mars 2001 sur la chaîne Nickelodeon aux États-Unis, elle est l'une des séries Nickelodeon les plus longues, après Les Razmoket et Bob l'éponge.
En France, la série est diffusée sur Télétoon, Nickelodeon, et Gulli. En Belgique est diffusée sur Club RTL, et au Québec sur Radio-Canada, VRAK.TV, et à la rentrée 2014 sur Télétoon Rétro.

## Saisons
| Saison | Saison | Nb. épisodes | Première diffusion | Dernière diffusion | DVD                                                  | DVD             |
| Saison | Saison | Nb. épisodes | Première diffusion | Dernière diffusion | Zone 1                                               | Zone 2          |
| ------ | ------ | ------------ | ------------------ | ------------------ | ---------------------------------------------------- | --------------- |
|        | courts | 10           | 4 septembre 1998   | 23 mars 2001       | 21 mars 2001                                         | NC              |
|        | 1      | 7            | 30 mars 2001       | 9 décembre 2001    | 2 juin 2001                                          | 17 octobre 2005 |
|        | 2      | 12           | 1er mars 2002      | 30 novembre 2002   | 2 juin 2001                                          | NC              |
|        | 3      | 19           | 10 janvier 2003    | 21 novembre 2003   | 16 mai 2011                                          | NC              |
|        | 4      | 16           | 16 février 2004    | 17 janvier 2005    | 3 juin 2011                                          | NC              |
|        | 5      | 18           | 17 janvier 2005    | 25 novembre 2006   | 3 juin 2011                                          | NC              |
|        | 6      | 12           | 18 février 2008    | 3 mai 2009         | 18 novembre 2011 (volume 1) 3 avril 2014 (intégrale) | NC              |
|        | 7      | 20           | 6 juillet 2009     | 5 août 2010        | 10 juin 2011                                         | NC              |
|        | 8      | 3            | 12 février 2011    | 29 décembre 2011   | 25 mars 2014                                         | NC              |
|        | 9      | 23           | 23 mars 2013       | 28 mars 2015       | NC                                                   | NC              |
|        | 10     | 20           | 15 janvier 2016    | 26 juillet 2017    | NC                                                   | NC              |

## Épisodes

### Courts-métrages (1998–2001)
La série actuellement connue sous le titre Mes parrains sont magiques est originaire de l'émission américaine Oh Yeah! Cartoons. Elle est initialement diffusée aux États-Unis le 4 septembre 1998 avec une première apparition de Timmy Turner, Cosmo, Wanda, Mme Turner, M. Turner et Vicky.
| #  | Titre original         | Première diffusion | Durée    |
| -- | ---------------------- | ------------------ | -------- |
| 1  | The Fairly OddParents! | 4 septembre 1998   | 7–8 min. |
| 2  | Party of Three!        | 2 janvier 1999     | 7–8 min. |
| 3  | Where's the Wand?      | 2 octobre 1998     | 7–8 min. |
| 4  | Too Many Timmys!       | 25 septembre 1998  | 7–8 min. |
| 5  | The Fairy Flu!         | 1er mai 1999       | 7–8 min. |
| 6  | The Temp!              | 24 juillet 1999    | 7–8 min. |
| 7  | The Zappys!            | 31 décembre 1999   | 7–8 min. |
| 8  | Scout's Honor          | 17 janvier 2000    | 7–8 min. |
| 9  | The Really Bad Day!    | 8 décembre 2000    | 7–8 min. |
| 10 | Super Humor            | 23 mars 2001       | 7–8 min. |

### Première saison (2001)
| № | #  | Titre français                 | Titre original      | Première diffusion |
| - | -- | ------------------------------ | ------------------- | ------------------ |
| 1 | 1a | Quand je serai grand           | The Big Problem     | 30 mars 2001       |
| 1 | 1b | Le Grand Jeu                   | Power Mad           | 30 mars 2001       |
| 2 | 2a | Spatialement vôtre             | Spaced Out          | 6 avril 2001       |
| 2 | 2b | Drôle de classe                | TransParents        | 6 avril 2001       |
| 3 | 3a | Un souhait fatal               | A Wish Too Far      | 14 avril 2001      |
| 3 | 3b | Mini Timmy                     | Tiny Timmy          | 14 avril 2001      |
| 4 | 4a | Retour vers le passé           | Father Time         | 20 avril 2001      |
| 4 | 4b | Le Non-anniversaire de mariage | Apartnership        | 20 avril 2001      |
| 5 | 5a | Mon héros préféré              | Chin Up!            | 27 avril 2001      |
| 5 | 5b | Une journée de chien           | Dog's Day Afternoon | 27 avril 2001      |
| 6 | 6a | La Mascotte                    | Dream Goat          | 4 mai 2001         |
| 6 | 6b | Un jeu grisant                 | The Same Game       | 4 mai 2001         |
| 7 | 7  | Noël chaque jour               | Christmas Everyday  | 12 décembre 2001   |

### Deuxième saison (2002–2003)
| №  | #   | Titre français            | Titre original             | Première diffusion |
| -- | --- | ------------------------- | -------------------------- | ------------------ |
| 8  | 1a  | Popstar                   | Boys in the Band           | 1er mars 2002      |
| 8  | 1b  | Un dangereux passe-temps  | Hex Games                  | 1er mars 2002      |
| 9  | 2a  | Le Nouveau Jouet de Timmy | Boy Toy                    | 8 mars 2002        |
| 9  | 2b  | L'Inspection              | Inspection Detection       | 8 mars 2002        |
| 10 | 3a  | Vive l'action             | Action Packed              | 22 mars 2002       |
| 10 | 3b  | Mr. je-sais-tout          | Smarty Pants               | 22 mars 2002       |
| 11 | 4a  | Les Inventions de papa    | Super Bike                 | 26 avril 2002      |
| 11 | 4b  | On échange les rôles      | A Mile In My Shoes         | 26 avril 2002      |
| 12 | 5a  | Invisible                 | Timvisible                 | 10 mai 2002        |
| 12 | 5b  | Le Parc d'attraction      | That Old Black Magic       | 10 mai 2002        |
| 13 | 6a  | Le Champion de baseball   | Foul Balled                | 7 juin 2002        |
| 13 | 6b  | Fracasseur de crâne       | The Boy Who Would Be Queen | 7 juin 2002        |
| 14 | 7a  | Week-end catastrophe      | Totally Spaced Out         | 12 juillet 2002    |
| 14 | 7b  | La Vengeance de Vicky     | The Switch Glitch          | 12 juillet 2002    |
| 15 | 8a  | Surménage                 | Mighty Mom and Dyno Dad    | 6 septembre 2002   |
| 15 | 8b  | Les Petits Visiteurs      | Knighty Knight             | 6 septembre 2002   |
| 16 | 9a  | Le Défi de Cosmo          | Fairy Fairy Quite Contrary | 13 septembre 2002  |
| 16 | 9b  | Nectar de chaussettes     | Nectar of The Odds         | 13 septembre 2002  |
| 17 | 10a | Timmy président           | Hail to the Chief          | 27 septembre 2002  |
| 17 | 10b | L'Exposé                  | Twistory                   | 27 septembre 2002  |
| 18 | 11a | Poisson d'avril           | Fool's Day Out             | 11 octobre 2002    |
| 18 | 11b | Déjà vu                   | Deja Vu                    | 11 octobre 2002    |
| 19 | 12  | L'Halloween               | Scary Godparents           | 29 octobre 2002    |
| 20 | 13  | Pour le cœur d'une belle  | Information Stupor Highway | 20 janvier 2003    |

### Troisième saison (2002–2003)
| №  | #   | Titre français                       | Titre original                                 | Première diffusion |
| -- | --- | ------------------------------------ | ---------------------------------------------- | ------------------ |
| 21 | 1a  | Tout le monde fait ce qu'il veut !   | Ruled Out                                      | 8 novembre 2002    |
| 21 | 1b  | Une souris très en colère            | That's Life!                                   | 8 novembre 2002    |
| 22 | 2a  | Super Dents                          | Shiny Teeth                                    | 30 novembre 2002   |
| 22 | 2b  | À la reconquête de l'ouest           | Odd, Odd West                                  | 30 novembre 2002   |
| 23 | 3a  | Le Salon de la magie                 | Cosmo Con                                      | 10 janvier 2003    |
| 23 | 3b  | Wanda part en congés                 | Wanda's Day Off!                               | 10 janvier 2003    |
| 24 | 4a  | Les Supers Métiers                   | Odd Jobs                                       | 27 janvier 2003    |
| 24 | 4b  | Action !                             | Movie Magic                                    | 27 janvier 2003    |
| 25 | 5   | Saint-Valentin                       | Love Struck!                                   | 14 février 2003    |
| 26 | 6a  | Le Vœu le plus cher                  | Most Wanted Wish                               | 2 mai 2003         |
| 26 | 6b  | Cosmo bat de l'aile                  | This is Your Wish                              | 2 mai 2003         |
| 27 | 7a  | Papa, Maman et Mâchoire-Rouge        | The Crimson Chin meets Mighty Mom and Dyno Dad | 9 mai 2003         |
| 27 | 7b  | Quand papa s'achète un jouet         | Engine Blocked                                 | 9 mai 2003         |
| 28 | 8a  | La Nuit des télévores                | Sleepover and Over                             | 17 mai 2003        |
| 28 | 8b  | Mme Météo                            | Mother Nature                                  | 17 mai 2003        |
| 29 | 9a  | Fini, dodo                           | Beddy Bye                                      | 23 mai 2003        |
| 29 | 9b  | C'est toujours mieux chez les autres | The Grass Is Greener                           | 23 mai 2003        |
| 30 | 10  | Pourquoi le prof est-il méchant ?    | The Secret Origin of Denzel Crocker!           | 27 juin 2003       |
| 31 | 11  | Un anniversaire pas comme les autres | Abra-Catastrophe!                              | 12 juillet 2003    |
| 32 | 12a | Microphonie                          | MicroPhony                                     | 1er août 2003      |
| 32 | 12b | Spacialment vôtre, le retour         | So Totally Spaced Out                          | 1er août 2003      |
| 33 | 13a | Silence !                            | Pipe Down!                                     | 26 septembre 2003  |
| 33 | 13b | Le Grand Scoop !                     | The Big Scoop!                                 | 26 septembre 2003  |
| 34 | 14a | Vague de crime                       | Crime Wave                                     | 10 octobre 2003    |
| 34 | 14b | C'est mon ballon                     | Odd Ball                                       | 10 octobre 2003    |
| 35 | 13a | Wanda a disparu                      | Where's Wanda?                                 | 18 octobre 2003    |
| 35 | 13b | Le Copain imaginaire                 | Imaginary Gary                                 | 18 octobre 2003    |
| 36 | 14a | Kung-fu Timmy                        | Kung Timmy                                     | 11 novembre 2003   |
| 36 | 14b | La Chasse aux sorcières              | Which Witch Is Which?                          | 11 novembre 2003   |
| 37 | 15a | Cassez la voix                       | Chip Off The Old Chip                          | 21 novembre 2003   |
| 37 | 15b | Du ketchup sur la neige              | Snow Bound                                     | 21 novembre 2003   |

### Quatrième saison (2003–2005)
| №  | #   | Titre français                  | Titre original                | Première diffusion |
| -- | --- | ------------------------------- | ----------------------------- | ------------------ |
| 38 | 1a  | Le Concours de beauté           | Miss Dimmsdale                | 7 novembre 2003    |
| 38 | 1b  | L'Esprit de Timmy               | Mind Over Magic               | 7 novembre 2003    |
| 39 | 2a  | Tu me la copieras               | Hard Copy                     | 14 novembre 2003   |
| 39 | 2b  | Les Parents braqueurs           | Parent Hoods                  | 14 novembre 2003   |
| 40 | 3   | À vos souhaits, super héros !   | The Big Superhero Wish!       | 16 février 2004    |
| 41 | 4a  | Vicky la gentille               | Vicky Loses Her Icky          | 20 février 2004    |
| 41 | 4b  | Le monde féerique est en danger | Pixies Inc.                   | 20 février 2004    |
| 42 | 5a  | Retour en enfance               | Baby Face                     | 19 mars 2004       |
| 42 | 5b  | À tort ou à raison              | Mr. Right!                    | 19 mars 2004       |
| 43 | 6   | La Rencontre Jimmy Timmy        | Jimmy Timmy Power Hour        | 7 mai 2004         |
| 44 | 7a  | Les Supers Copains              | Power Pals!                   | 18 mai 2004        |
| 44 | 7b  | Trouble émotionnel              | Emotion Commotion!            | 18 mai 2004        |
| 45 | 8a  | En direct d'Hollywood !         | Lights… Camera... Adam!       | 1er juin 2004      |
| 45 | 8b  | Journal intime                  | A Bad Case of Diary-Uh!       | 1er juin 2004      |
| 46 | 9a  | Drôle de couple                 | The Odd Couple                | 14 juin 2004       |
| 46 | 9b  | Fou rire                        | Class Clown                   | 14 juin 2004       |
| 47 | 8a  | Timmy cherche un père           | Who's Your Daddy?             | 18 juin 2004       |
| 47 | 8b  | Le Bazar à la maison            | Homewrecker                   | 18 juin 2004       |
| 48 | 10  | Chasseurs de chaînes            | Channel Chasers               | 23 juillet 2004    |
| 49 | 11  | Quelle histoire !               | Shelf Life                    | 10 septembre 2004  |
| 50 | 12a | Un mariage cosmique             | New Squid In Town!            | 27 novembre 2004   |
| 50 | 12b | Le Réparateur de vœux           | Wish Fixers                   | 27 novembre 2004   |
| 51 | 13a | Amis et voisins féeriques       | Fairy Friends & Neighbors!    | 27 novembre 2004   |
| 51 | 13b | Juste nous deux                 | Just the Two of Us!           | 27 novembre 2004   |
| 52 | 14a | De vrais héros                  | Catman Meets The Crimson Chin | 17 janvier 2005    |
| 52 | 14b | La Smouf                        | Genie Meanie Minie Mo         | 17 janvier 2005    |

### Cinquième saison (2005–2006)
| №  | #   | Titre français                                      | Titre original                                    | Première diffusion |
| -- | --- | --------------------------------------------------- | ------------------------------------------------- | ------------------ |
| 53 | 1a  | Le Plaisir de dire non                              | Nega-Timmy                                        | 14 février 2005    |
| 53 | 1b  | Timmy et la Puberté                                 | Love at First Height                              | 14 février 2005    |
| 54 | 2a  | Les baguettes magiques ont disparu                  | Truth or Cosmoquences                             | 15 février 2005    |
| 54 | 2b  | Rien ne sert de frimer                              | Beach Bummed!                                     | 15 février 2005    |
| 55 | 3a  | La Poupée contrôle                                  | You Doo                                           | 16 février 2005    |
| 55 | 3b  | Que des desserts                                    | Just Desserts!                                    | 16 février 2005    |
| 58 | 6a  | Blonda est plus sympa                               | Blondas Have More Fun!                            | 2 avril 2005       |
| 58 | 6b  | Une fête venue d'ailleurs                           | Five Days of FLARG                                | 2 avril 2005       |
| 59 | 7a  | Revivre son enfance                                 | Go Young, West Man!                               | 9 mai 2005         |
| 59 | 7b  | Princesse Lucie                                     | Birthday Wish!                                    | 9 mai 2005         |
| 60 | 8a  | L'Enfer à la maison !                               | Timmy's 2-D House of Horror                       | 10 mai 2005        |
| 60 | 8b  | Timmy change de vie                                 | It's A Wishful Life                               | 10 mai 2005        |
| 64 | 12  | L'école est finie, comédie musicale                 | School's Out!: The Musical                        | 10 juin 2005       |
| 56 | 4a  | Norm le génie                                       | Back To The Norm                                  | 17 février 2005    |
| 56 | 4b  | La Fée Dent-de-lait                                 | Teeth for Two                                     | 17 février 2005    |
| 57 | 5a  | Le Magicien masqué                                  | The Masked Magician                               | 18 février 2005    |
| 57 | 5b  | La Fête de Cupidon                                  | The Big Bash                                      | 18 février 2005    |
| 61 | 9a  | L'Île désenchantée                                  | Escape From Unwish Island                         | 11 mai 2005        |
| 61 | 9b  | Les Mille Visages de Cosmo                          | The Gland Plan                                    | 11 mai 2005        |
| 62 | 10a | La Vie de château                                   | Hassle In The Castle                              | 12 mai 2005        |
| 62 | 10b | Rémi, le retour                                     | Remy Rides Again                                  | 12 mai 2005        |
| 63 | 11a | Les poubelles se rebiffent                          | Talkin' Trash                                     | 13 mai 2005        |
| 63 | 11b | Timmy superstar                                     | Timmy TV                                          | 13 mai 2005        |
| 65 | 13a | On dé-meuh-nage                                     | Mooooving Day                                     | 3 octobre 2005     |
| 65 | 13b | Dona Wanda                                          | Big Wanda                                         | 3 octobre 2005     |
| 66 | 14a | Où ça un frère ?                                    | Oh, Brother!                                      | 4 octobre 2005     |
| 66 | 14b | Cherchez l'erreur                                   | What's the Difference?                            | 4 octobre 2005     |
| 67 | 15a | Mon père, ce cerveau                                | Smart Attack!                                     | 5 octobre 2005     |
| 67 | 15b | Drôle d'école                                       | Operation FUN                                     | 5 octobre 2005     |
| 68 | 16a | Un poisson nommé Cosmo                              | Something's Fishy!                                | 6 octobre 2005     |
| 68 | 16b | Corps à corps                                       | Presto Change-O                                   | 6 octobre 2005     |
| 69 | 17a | Le Bon Vieux Temps                                  | The Good Old Days!                                | 7 octobre 2005     |
| 69 | 17b | Le Choc du futur                                    | Future Lost                                       | 7 octobre 2005     |
| 70 | 18  | La Rencontre Jimmy Timmy 2 : La Guerre des cerveaux | The Jimmy Timmy Power Hour 2: When Nerds Collide! | 16 janvier 2006    |
| 71 | 19  | Fée Academy                                         | Fairy Idol                                        | 19 mai 2006        |
| 72 | 20  | La Rencontre Jimmy Timmy 3 : Adaptator              | The Jimmy Timmy Power Hour 3: The Jerkinators!    | 21 juin 2006       |
| 73 | 21a | Timmy le Barbare                                    | Timmy the Barbarian!                              | 25 novembre 2006   |
| 73 | 21b | Une remplaçante en or                               | No Substitute for Crazy!                          | 25 novembre 2006   |

### Sixième saison (2008–2009)
| №  | #   | Titre français              | Titre original              | Première diffusion |
| -- | --- | --------------------------- | --------------------------- | ------------------ |
| 74 | 1   | Étrange Bébé-fée            | Fairly Odd Baby             | 17 février 2008    |
| 75 | 2a  | Mission Responsable         | Mission Responsible         | 10 mars 2008       |
| 75 | 2b  | Tempête de tifs             | Hairicane                   | 11 mars 2008       |
| 76 | 3a  | Ouvre grand et fais ah!     | Open Wide and Say Aaagh!    | 12 mars 2008       |
| 76 | 3b  | Étranges pirates            | OddPirates                  | 13 mars 2008       |
| 77 | 4a  | L'Équipée loufoque          | Odd Squad                   | 12 mai 2008        |
| 77 | 4b  | Seulement en cas d'urgence  | For Emergencies Only        | 13 mai 2008        |
| 78 | 5a  | Crocker au fromage          | Cheese & Crockers           | 14 mai 2008        |
| 78 | 5b  | La Terre avant Timmy        | Land Before Timmy           | 15 mai 2008        |
| 79 | 6a  | Le Roi Chang                | King Chang                  | 16 mai 2008        |
| 79 | 6b  | La Fin de l'univers-ité     | The End of the Universe-ity | 11 août 2008       |
| 80 | 7   | Les Jeux olympico-féeriques | The Fairly Oddlympics       | 1er août 2008      |
| 81 | 8a  | Super Poof                  | Sooper Poof                 | 12 août 2008       |
| 81 | 8b  | Le Centre des souhaits      | Wishing Well                | 13 août 2008       |
| 82 | 9a  | Lavage à souhait            | Wishy Washy                 | 14 août 2008       |
| 82 | 9b  | La Fête de Poof             | Poof's Playdate             | 15 août 2008       |
| 83 | 10a | Vicky se fait virer         | Vicky Gets Fired            | 30 novembre 2008   |
| 83 | 10b | Chin chin, mon amour        | Chindred Spirits            | 30 novembre 2008   |
| 84 | 11a | 9 vies                      | 9 Lives                     | 30 novembre 2008   |
| 84 | 11b | Panique au chocolat         | Dread and Breakfast         | 30 novembre 2008   |
| 85 | 12  | Joyeux Souhël               | Merry Wishmas               | 12 décembre 2008   |
| 86 | 13a | Boum sur l'anniversaire     | Birthday Bashed!            | 9 juillet 2009     |
| 86 | 13b | Mamoniprésente              | Momnipresent                | 12 août 2009       |

### Septième saison (2009–2012)
| №   | #   | Titre français                  | Titre original                 | Première diffusion |
| --- | --- | ------------------------------- | ------------------------------ | ------------------ |
| 87  | 1   | Anti-Poof                       | Anti-Poof                      | 10 septembre 2009  |
| 88  | 2a  | Papa en plus                    | Add a Dad                      | 11 novembre 2009   |
| 88  | 2b  | Très Cureuil                    | Squirrely Puffs                | 13 novembre 2009   |
| 89  | 3a  | Souriscapades                   | Mice Capades                   | 7 septembre 2009   |
| 89  | 3b  | Le Biberon de la guerre         | Formula of Diasaster           | 8 septembre 2009   |
| 90  | 4a  | Tel père, tel vice              | Bad Heir Day                   | 6 septembre 2009   |
| 90  | 4b  | Surprise-Parthénon              | Freak and Greeks               | 30 novembre 2009   |
| 91  | 5a  | Mouche-toi                      | Fly Boy                        | 30 août 2009       |
| 91  | 5b  | Parrain temporaire              | Temporary Fairly               | 14 novembre 2009   |
| 92  | 6a  | Traitement de choc              | Crocker Shocker                | 30 août 2009       |
| 92  | 6b  | Super Zéro                      | Super Zero                     | 1er décembre 2009  |
| 93  | 7a  | Papacadabra                     | Dadbra-Cadabra                 | 2 décembre 2009    |
| 93  | 7b  | Et le navet va                  | Timmy Turnip                   | 10 novembre 2009   |
| 94  | 8a  | Timmy Hyperstar                 | One Man Banned                 | 16 octobre 2009    |
| 94  | 8b  | Mon meilleur ennemi             | Fremine Mine                   | 16 octobre 2009    |
| 95  | 9a  | Agent double zéro               | Double-oh Schomzno             | 9 octobre 2010     |
| 95  | 9b  | Empereur Poof                   | Planet Poof                    | 5 avril 2010       |
| 96  | 10a | Champion de Poof-Ball           | He Poof, He Scores             | 6 avril 2010       |
| 96  | 10b | Oui, patron !                   | The Boss of Me                 | 2 octobre 2010     |
| 97  | 11a | Le Choc des bébés               | Playdate of Doom               | 7 avril 2010       |
| 97  | 11b | ADN que pourra                  | Teacher's Pet                  | 8 avril 2010       |
| 98  | 12a | Timmy à la perfection           | Take and Fake                  | 6 février 2010     |
| 98  | 12b | Cosmo ou le Chaos               | Cosmo Rules                    | 11 juillet 2011    |
| 99  | 13a | La Cocoluche                    | Chickens Poofs                 | 9 avril 2010       |
| 99  | 13b | Apprenti Cupidon                | Stupid Cupid                   | 6 février 2010     |
| 100 | 14a | Ce n'est pas une vie, maman !   | Manic mom-day                  | 18 septembre 2010  |
| 100 | 14b | Crocker contre les lutins verts | Crocker of Gold                | 18 septembre 2010  |
| 101 | 15a | Chouette, mes parents surfent   | Beach Blanket Bozos            | 15 juillet 2011    |
| 101 | 15b | Les Polter-frics                | Poltergeeks                    | 15 juillet 2011    |
| 102 | 16a | Le Combat des chefs             | Food Fight                     | 12 juillet 2011    |
| 102 | 16b | Drôles de zozos au zoo          | Please, Don't Feed the Turners | 12 juillet 2011    |
| 103 | 17a | Papa retourne à l'école         | One Man and the C-             | 14 juillet 2011    |
| 103 | 17b | Recette secrète                 | Balance of Flour               | 14 juillet 2011    |
| 104 | 18a | Noir, c'est noir                | Lights Out                     | 13 juillet 2011    |
| 104 | 18b | Papa fait fausse route          | Dad Overboard                  | 13 juillet 2011    |
| 105 | 19a | La ferme !                      | Farm Pit                       | 5 août 2012        |
| 105 | 19b | Crocker présentateur            | Crock Talk                     | 11 juillet 2011    |
| 106 | 20a | Opération Dinkleberg            | Operation : Dinkleberg         | 26 février 2011    |
| 106 | 20b | L'École éppelémentaire          | Spellementary School           | 26 février 2011    |

### Huitième saison (2011)
| №       | #   | Titre français                                                 | Titre original       | Première diffusion |
| ------- | --- | -------------------------------------------------------------- | -------------------- | ------------------ |
| 107     | 1   | Triangle amoureux                                              | Love Triangle        | 12 février 2011    |
| 108 109 | 2 3 | Le Souhait secret de Timmy                                     | Timmy Secret Wish    | 23 novembre 2011   |
| 110     | 4   | L'Invasion des papas                                           | Invasion of the Dads | 18 juin 2011       |
| 111     | 5   | La Ligue Officielle des Supers Ennemis Revanchards et Sadiques | When LOSERS Attack   | 15 octobre 2011    |
| 112     | 6   | La Rencontre des parents et parrains                           | Meet the OddParents  | 29 décembre 2011   |

### Neuvième saison (2013–2015)
| №   | #   | Titre français                         | Titre original               | Première diffusion |
| --- | --- | -------------------------------------- | ---------------------------- | ------------------ |
| 113 | 1   | Un toutou magique                      | Fairly OddPet                | 23 mars 2013       |
| 114 | 2a  | Dinklescout                            | Dinklescouts                 | 14 avril 2013      |
| 114 | 2b  | Cosmo de mes rêves                     | I Dream of Cosmo             | 14 avril 2013      |
| 115 | 3a  | Le Glacier futé                        | Turner & Pooch               | 4 mai 2013         |
| 115 | 3b  | L'Abrutisseur                          | Dumbbell Curve               | 11 mai 2013        |
| 116 | 4a  | La Terrible Étape des 2 ans            | The Terrible Twosome         | 1er juin 2013      |
| 116 | 4b  | Méchante Application                   | App Trap                     | 8 juin 2013        |
| 117 | 5a  | Une force de la nature                 | Force of Nature              | 15 juin 2013       |
| 117 | 5b  | Vidéos virales                         | Viral Vidiots                | 22 juin 2013       |
| 118 | 6   | Son parrain est maléfique              | Scary GodCouple              | 23 octobre 2013    |
| 119 | 7   | Crocker Academie                       | School of Crock              | 27 novembre 2013   |
| 120 | 8a  | Cosmonopoly                            | Cosmonopoly                  | 19 juin 2013       |
| 120 | 8b  | Les Chiens héros                       | Hero Hound                   | 19 juin 2013       |
| 121 | 9a  | Un chien peut en cacher un autre       | A Boy and His Dog-Boy        | 26 juin 2013       |
| 121 | 9b  | Vœux en poudre                         | Crock Blocked                | 26 juin 2013       |
| 122 | 10a | Le Monde de l'émo                      | Finding Emo                  | 3 juillet 2013     |
| 122 | 10b | SOS poussières                         | Dust Busters                 | 3 juillet 2013     |
| 123 | 11  | Past and Furious                       | The Past and the Furious     | 10 juillet 2013    |
| 124 | 12a | Mémoire de chien                       | Let Sleeper Dogs Lie         | 17 juillet 2013    |
| 124 | 12b | Cat-astrophe                           | Cat-Astrophe                 | 17 juillet 2013    |
| 125 | 13a | Transgression                          | Jerk of All Trades           | 24 juillet 2013    |
| 125 | 13b | Friandises Sparky                      | Snack Attack                 | 24 juillet 2013    |
| 126 | 14a | L'Adénocopieur                         | Turning into Turner          | 31 juillet 2013    |
| 126 | 14b | À la recherche de la baguette disparue | The Wand That Got Away       | 31 juillet 2013    |
| 127 | 15  | Les Contes terrifiants de Dimmsdale    | Dimmsdale Tales              | 17 octobre 2013    |
| 128 | 16a | Un amour de chien                      | Love at First Bark           | 7 août 2013        |
| 128 | 16b | Vingt-quatre heures entre hommes       | Desperate without Housewives | 7 août 2013        |
| 129 | 17a | Une actrice née                        | Stage Fright                 | 14 août 2013       |
| 129 | 17b | Dans les égouts                        | Gone Flushin’                | 14 août 2013       |
| 130 | 18a | Le Rasoir dans la peau                 | The Bored Identity           | 21 août 2013       |
| 130 | 18b | Country club extrêmement élégant       | Country Clubbed              | 21 août 2013       |
| 131 | 19a | Deux bébés et un couffin               | Two and a Half Babies        | 28 août 2013       |
| 131 | 19b | À la péri-féerie                       | Anchor's Away                | 28 août 2013       |
| 132 | 20a | Chien à louer                          | Dog Gone                     | 9 octobre 2013     |
| 132 | 20b | Les Ancêtres de Timmy                  | Turner Back Time             | 9 octobre 2013     |
| 133 | 21a | Le Petit Train des loufoques           | Weirdos on a Train           | 2 octobre 2013     |
| 133 | 21b | Des tonnes de Timmy                    | Tons of Timmy                | 2 octobre 2013     |
| 134 | 22a | Canards boiteux                        | Lame Ducks                   | 4 septembre 2013   |
| 134 | 22b | Parfait Cauchemar                      | A Perfect Nightmare          | 4 septembre 2013   |
| 135 | 23  | Contes de fées étrangement étranges    | Fairly Odd Fairy Tales       | 1er août 2014      |
| 136 | 24  | Le Pire Ennemi de l'homme              | Man's Worst Friend           | 8 février 2015     |
| 137 | 25  | Mme Crocker et son parrain             | Fairly Old Parent            | 28 mars 2015       |
| 138 | 26  | Cosmo à l'école des parrains           | The Fairy Beginning          | 28 mars 2015       |

### Dixième saison (2016–2017)
| №   | #   | Titre français                    | Titre original                         | Première diffusion |
| --- | --- | --------------------------------- | -------------------------------------- | ------------------ |
| 139 | 1   | Pénurie de fées                   | The Big Fairy Share Scare              | 15 janvier 2016    |
| 140 | 2a  | Le Graveur gravant                | Whittle Me This                        | 22 janvier 2016    |
| 140 | 2b  | Un maire parfait                  | Mayor May Not                          | 29 janvier 2016    |
| 141 | 3a  | Miss Écureuil                     | Girly Squirrely                        | 5 février 2016     |
| 141 | 3b  | La Guerre des anniversaires       | Birthday Battle                        | 19 février 2016    |
| 142 | 4a  | Les Ours parfaits                 | The Fair Bears                         | 26 février 2016    |
| 142 | 4b  | Le Retour des L.O.S.E.R.S         | Return of the LOSERS                   | 14 juin 2016       |
| 143 | 5a  | Écharpe et Urticaire              | A Sash and a Rash                      | 12 septembre 2016  |
| 143 | 5b  | Pêche à la ligne                  | Fish Out of Water                      | 12 septembre 2016  |
| 144 | 6a  | Les Crockerous                    | Animal Crockers                        | 14 septembre 2016  |
| 144 | 6b  | Vol au dessus d'un nid de Crocker | One Flu Over the Crocker's Nest        | 14 septembre 2016  |
| 145 | 7   | Un piège de fous                  | Booby Trapped                          | 16 septembre 2016  |
| 146 | 8a  | Angélique                         | Blue Angel                             | 13 septembre 2016  |
| 146 | 8b  | Le Garçon traqué                  | Marked Man                             | 13 septembre 2016  |
| 147 | 9a  | Clark Laser                       | Clark Laser                            | 15 septembre 2016  |
| 147 | 9b  | L'Amour de Crocker                | Married to the Mom                     | 15 septembre 2016  |
| 151 | 10  | Diplômée super nounou             | Certifiable Super Sitter               | 18 janvier 2017    |
| 152 | 11a | Ça décoiffe                       | Crockin' The House                     | 25 janvier 2017    |
| 152 | 11b | Sauce retard                      | Tardy Sauce                            | 15 février 2017    |
| 148 | 12a | Camping de sauvages               | Spring Break-Up                        | 1er février 2017   |
| 148 | 12b | La Foire aux malaises             | Dimmsdale Daze                         | 21 juin 2017       |
| 153 | 13b | Joyeux amiversaire                | Fancy Schmancy                         | 1er février 2017   |
| 153 | 13a | Les survivalistes                 | Goldie-Crocks and the Three Fair Bears | 19 juillet 2017    |
| 155 | 14a | Bongos sous l'eau                 | Dadlantis                              | 8 février 2017     |
| 155 | 14b | Chloé fait la loi                 | Chloe Rules!                           | 15 février 2017    |
| 156 | 15a | La Croisière de buses             | Knitwits                               | 8 février 2017     |
| 156 | 15b | De talentueux idiots              | Dimmsdale's Got Talent?                | 14 juin 2017       |
| 149 | 16b | Maboul et Dangereux               | Nuts & Dangerous                       | 22 février 2017    |
| 149 | 16a | Qui est qui ?                     | Which is Wish                          | 21 juin 2017       |
| 150 | 17a | Le Chat et la Souris              | Cat'N Mouse                            | 22 février 2017    |
| 150 | 17b | Le Portrait crocké de son oncle   | Chip off the Old Crock!                | 28 juin 2017       |
| 151 | 18a | Le Festival féerique              | Fairy Con                              | 28 juin 2017       |
| 151 | 18b | Hungry Games                      | The Hungry Games                       | 12 juillet 2017    |
| 160 | 19b | Souhaitambulisme                  | Summer Bummer                          | 12 juillet 2017    |
| 160 | 19a | Mission pizza intergalactique     | Space Ca-Dad                           | 19 juillet 2017    |
| 161 | 20a | Éleveur de lapin                  | Hare Raiser                            | 26 juillet 2017    |
| 161 | 20b | Le Kidnapping de légurines        | The Kale Patch Caper                   | 26 juillet 2017    |

### Films
1. Mes parrains sont magiques, le film : Grandis Timmy (A Fairly Odd Movie: Grow Up, Timmy Turner!)
2. Mes parrains fêtent Noël (A Fairly Odd Christmas)
3. Mes parrains sont magiques : Aloha ! (A Fairly Odd Summer)